# هارتو شيراي
هارتو شيراي (باليابانية: 白井 陽斗) (23 أكتوبر 1999 في أوساكا (محافظة) في اليابان - )؛ هو لاعب كرة قدم كان يلعب كمهاجم.

## وصلات خارجية
- هارتو شيراي على موقع رابطة كرة القدم اليابانية للمحترفين (اليابانية)
- هارتو شيراي على موقع قاعدة بيانات كرة القدم.إي يو (الإنجليزية)
- هارتو شيراي على موقع Soccerway.com (الإنجليزية)
- هارتو شيراي على موقع عالم كرة القدم.نت (الإنجليزية)